# Municipio de Sampsel
El municipio de Sampsel (en inglés: Sampsel Township) es un municipio ubicado en el condado de Livingston en el estado estadounidense de Misuri. En el año 2010 tenía una población de 280 habitantes y una densidad poblacional de 2,77 personas por km².

## Geografía
El municipio de Sampsel se encuentra ubicado en las coordenadas 39°49′36″N 93°41′38″O / 39.82667, -93.69389. Según la Oficina del Censo de los Estados Unidos, el municipio tiene una superficie total de 100.98 km², de la cual 100,41 km² corresponden a tierra firme y (0,57 %) 0,57 km² es agua.

## Demografía
Según el censo de 2010, había 280 personas residiendo en el municipio de Sampsel. La densidad de población era de 2,77 hab./km². De los 280 habitantes, el municipio de Sampsel estaba compuesto por el 99,29 % blancos y el 0,71 % eran de una mezcla de razas. Del total de la población el 0,36 % eran hispanos o latinos de cualquier raza.